# Asellus monticola
Asellus (Asellus) monticola là một loài chân đều trong họ Asellidae. Loài này được Birstein miêu tả khoa học năm 1932.